# 投資政策書
投資政策書（とうしせいさくしょ、英語: Investment policy statement、IPS)  は、一般的に投資家と支援投資顧問の間で交わされる書類で、投資家の資金の管理方法を論点として、両当事者が至った合意内容を記録したものである。そうでない場合は、投資委員会（例：基金、年金制度に関する投資決定の担当者）がIPSを作成する場合がある。将来的な意思決定を支援するため、あるいは、将来の委員が政策の一貫性を維持しやすいように、その方針の確立と記録に役立てるため、または、委員会によって雇用される可能性のある将来の投資顧問のためにその期待を明確にするためである。
IPSの存在によって、投資プロセス、投資哲学、投資指針、当事者が遵守すべき制限をすべての当事者に明確に伝達することができる。これは、依頼人から投資顧問に対する資金管理方法についての指示に見えるが、それと同時に、IPSはすべての投資の決定と各当事者の責任に関する指針も提示しなければいけない。履行の指示ではなく政策文書として、IPSは投資決定がなされる方法についての指針を提示しなければいけない。これはポートフォリオとして所有する具体的な証券の一覧ではない。
投資家が個人の依頼人である場合は、一般的な規則として、投資顧問（または財務顧問）には文書を作成する責任がある。投資顧問の方が一般的にその目的や標準的な内容に精通しているためである。そのいくかの部分について承認・合意していることを示して、通常は投資顧問と依頼人の両方が書類に署名を行う。これは、両当事者がIPSの内容をそれぞれ遵守している限り、将来的に争いになった場合に両当事者を保護する役割を果たす。適切に書かれた投資政策書は、受託者資格（例：制度受託者、取り消し不能な信託の受託者、基金、財団、慈善信託）で奉仕する人物の法的責任を最小限にする際に、非常に重要になる可能性がある。
各投資依頼人のIPSを活用することは、今や投資顧問にとってベストプラクティスと見られ、専門の投資顧問を雇用する依頼人が最初に期待することである。
IPSがあることが役立ち、依頼人と投資顧問の関係で透明性の高い環境を作ることができる。IPSは、投資顧問に何が期待できるかを、依頼人がより深く理解できるようする。その明確さが、一般的に、信頼と敬意を高めるのに役立ち、投資顧問が依頼人の期待を確実に認識するのに役立つ。

## IPSと投資プロセス
投資のプロセスは以下の説明のように、6段階ある。多くの専門家が、この過程の中で、IPSの作文が最も重要な一段階だと信じている。他のすべての段階は、結果的にIPSにたどり着くか、あるいは、IPSによって方向づけがなされる。
1. 所期の探索と発見---- 最初の話し合いと文書の共有で依頼人と顧問の両方が相互に理解を深める。一方、これにより、依頼人の状況、目標、所得ニーズ、制限、現在の持ち株、リスク許容度などがわかる。依頼人もまた、投資顧問の投資哲学、実践、手続きについてできる限り多くを知ろうとするべきである。
2. 話し合いと合意---- 依頼人と投資顧問との間に生じる事柄に関わるすべての問題を協議の検討対象とすべきである。疑問や不明瞭な事柄については、さらなる話し合いが必要になる。最終的には、依頼人と投資顧問は、依頼人の関与の程度、用いられる資産配分、活用される（または活用されない）手段の種類、税務上の考慮事項の扱い方、投資目標、流動性や所得のニーズ、投資制限、投資の方法論、各当事者の他の当事者に対する責任の問題について合意する必要がある。
3. IPSの作文---- すべての論点および従うべき政策に関して合意に達したら、記録する必要がある。この文書がIPSとなる。依頼人と投資顧問は、各当事者がこの合意を承認していることを示して、その文書に署名する。
4. 投資の実行---- 顧問と依頼人の間に従うべき政策の合意が生じるまでは、責任ある投資取引が行われる可能性を担保するものが存在しない。全当事者がIPSに署名した後に、IPSが提示する指針に従って、初期および継続中の取引を履行することができる。
5. 継続したコミュニケーション---- 会合、報告、その他の意思伝達は、投資顧問と依頼人の間で、通常はIPSで提案された通りに行われるものとする。
6. モニタリングと調整---- ポートフォリオが永続的に元の構造のままであることは滅多にない。IPSは業績不振の項目に関するポートフォリオの監視方法、業績のよい項目に関する特定方法、リバランスおよびタックス・ロス・ハーベスティングの機会を実践する方法（またはその是非）を記述しなければならず、ポートフォリオがIPSに説明されている目的に沿った状態になるように投資顧問が試そうとするその他のいかなる方法にも対応しなければならない。

依頼人とそのニーズは時間の経過とともに変化する。そのため、顧問は定期的に第一段階である「探索と発見」に戻り、依頼人のその時のニーズと望みに確実に対応することが重要である。毎年あるいは2年に1度、その条項で合意を確実に継続するため、依頼人と投資顧問はIPSを吟味する必要がある。

### 必要な要素
投資顧問および依頼人が関与できず、履行の確信が持てない内容は、IPSに盛り込むべきではない。
IPSには大抵、各依頼人特有の5大要素がある。
1. 依頼人の資産の保管場所、ポートフォリオ管理者の管理下にある資産額、受託者の特定、口座の利害当事者など、依頼人に関するすべての主要なデータ。一般的に管理する資産のスコープとなる。これは詳細にしたり、簡素にしたりと、希望通りにすることができるが、正確である必要がある。
2. 依頼人の投資目的、投資期間、予想される出金または入金、準備金または流動性の必要性、リスクや変動性の許容度に関する姿勢についての話し合いと検討。
3. 流動性および市場性の要件、分散化集中、顧問の投資戦略（税金の管理など）、口座種類別の資産の配置（課税対象に対して課税繰延）、（もしあるなら）管理されていない依頼人の口座の扱い方、あらゆる取引の禁止など、資産に関するあらゆる抑制・制限。
4. ポートフォリオに入れる、または、排除するセキュリティタイプおよび資産クラス。また、資産カテゴリー間の資産配分とこの配分の分散（リバランス）制限。
5. 監視および管理手順と各当事者の責任。

### IPSと顧問と依頼人の関係
IPSの開発過程が顧問と依頼人の良好な関係の基礎を築く。ニーズ、手続き、期待を明確にする上でIPSを活用することの重要な利点は、顧問が依頼人の資金を何に使おうとしているかという点や、顧問の取り組みについて、依頼人がよりよく理解できることある。依頼人は、それぞれの行動の理由を理解する機会を手にする。結果として、依頼人は、顧問の能力をさらに信じるようになる傾向があるといえよう。
市場が低調になった時に、そのように理解と自信を深めておくことが重要になる。IPSは長期投資の思考に向けて、投資の指針と枠組みを確立し、事態が特に不安定になった場合に神経を落ち着かせる一助となり得る。

## 作成の上での注意
IPSは最終的には望ましい投資のリターンとボラティリティが示されているべきであるが、それは投資顧問と依頼人の十分な協議の結果が可視化されたものに過ぎない。そのため重要なことは、投資顧問と依頼人との間で十分な議論がされ双方が納得したうえで書類が完成していることである。この議論のプロセスはしばしば軽視されがちだが、その原因の一つとして顧問と依頼人の金融に対する知識のギャップと、顧問の依頼人に対する議論のリードが十分でないことが挙げられる。すなわち、依頼人は金融に対する知識が相対的に不足しがちなため、IPSを作成するうえで何が論点になりうるかわからず、かつ顧問が十分な論点整理を行わない状況下では、IPS作成のための論点が定まらず議論が発散したり、そもそも議論がなされなかったりする。一般的にその目的や標準的な内容に精通している投資顧問が議論を組み立てる責任を持つとするべきである。
投資顧問と依頼人の間で十分な信頼関係が築けないと判断された場合は、将来的なリスクを軽減するためにも依頼人は投資顧問を変更したり、投資顧問自らIPS作成の任を放棄するべきである。
- 依頼人の金融知識が少なすぎるために議論を構築することができずIPSの作成が困難だと投資顧問が判断した場合は投資顧問はIPS作成の任を放棄するべきである。例として依頼人が理論上不可能なリスクやリターンの取り方を投資顧問に要請するなどがありえよう。
- 投資顧問が依頼人特有の論点をくみ取ることができず、また議論をリードできないままIPS作成やサインを急ぐ場合、依頼人は投資顧問を変更すべきである。依頼人は投資顧問と比較して相対的に金融知識が不足していることが多いため、どの説明が足りないのかなど見えない内容の提示、議題化については投資顧問の善意に頼らざるを得ず、依頼人単体の努力では問題を指摘したり議論をリードできないケースが多いためである。

IPSは上記のように様々な要素が記載されているが、最終的に以下の内容が含まれているか確認すべきであろう。
- 結論としてどのような投資を行うのか
- その結論に至った哲学的な背景と、理論的（数学的）な背景は説明されているか
- その結論に至るまで投資顧問と依頼者の間で十分な議論がなされ、その過程が可視化されているか